# Маріо Цідаріч
Маріо Цідаріч (італ. Mario Zidarich, нар. 9 травня 1915, Фіуме — пом. 17 січня 1974, Ліворно) — італійський футболіст, що грав на позиції півзахисника. По завершенні ігрової кар'єри — тренер.

## Ігрова кар'єра
Народився в місті Фіуме, Австро-Угорщина (нині — Рієка, Хорватія), 9 травня 1915 року. Незабаром після першої світової війни місто перейшло під контроль Італії, де і почав грати Цідаріч у місцевому клубі «Фіумана», де провів два сезони, взявши участь у 52 матчах чемпіонату.
Протягом 1935—1937 років захищав кольори команди клубу «Мілан», у складі якого зіграв 21 матч в Серії А і забив 1 гол.
Своєю грою за останню команду привернув увагу представників тренерського штабу клубу «Ліворно», до складу якого приєднався 1937 року. Відіграв за клуб з Ліворно наступні шість сезонів своєї ігрової кар'єри. Більшість часу, проведеного у складі «Ліворно», був основним гравцем команди. Під час Другої світової війни на території Італії у 1943–1945 грав у складі клубів «Б'єллезе» та «Новара», після чого повернувся в «Ліворно», де провів ще два сезони. Всього з 1937 року Маріо провів за клуб 193 матчі в Серії А.
У сезоні 1947–48 Цідаріч виступав за «Леньяно» в Серії В.  
Завершив професійну ігрову кар'єру у нижчоліговому клубі «Понтедера», за команду якого виступав протягом 1948—1950 років.

## Кар'єра тренера
Розпочав тренерську кар'єру відразу ж по завершенні кар'єри гравця, 1950 року, очоливши тренерський штаб клубу «Понтедера».
Протягом тренерської кар'єри також очолював команди клубів «Леньяно» та «Куойопеллі».
Останнім місцем тренерської роботи був клуб «Беневенто», головним тренером команди якого Маріо Цідаріч був з 1963 по 1964 рік.
Помер 17 січня 1974 року на 59-му році життя у місті Ліворно.